# Chavannes-sur-l’Étang
Chavannes-sur-l’Étang település Franciaországban, Haut-Rhin megyében. Lakosainak száma 655 fő (2022. január 1.). Chavannes-sur-l’Étang Bréchaumont, Valdieu-Lutran, Montreux-Vieux, Fontaine, Foussemagne, Reppe és Elbach községekkel határos.

## Népesség
A település népességének változása:
| Lakosok száma | 700  | 693  | 698  | 693  | 695  | 708  | 690  | 673  | 655  |
|               | 2013 | 2015 | 2016 | 2017 | 2018 | 2019 | 2020 | 2021 | 2022 |